# Cambarus robustus
Cambarus robustus е вид ракообразно от семейство Cambaridae. Видът не е застрашен от изчезване.

## Разпространение и местообитание
Разпространен е в Канада (Квебек и Онтарио) и САЩ (Вирджиния, Западна Вирджиния, Индиана, Кентъки, Кънектикът, Мичиган, Ню Йорк, Охайо, Пенсилвания, Северна Каролина и Тенеси).
Обитава пясъчните дъна на сладководни басейни, реки и потоци.

## Описание
Популацията на вида е стабилна.